# Ocean Network Express

ONE container

Ocean Network Express (ONE) is een containerrederij die in handen is van drie Japanse rederijen Nippon Yusen Kaisha Line (NYK), Mitsui O.S.K. Lines en K Line. ONE werd in 2017 geformeerd als een joint venture en de drie aandeelhouders brachten hun containeractiviteiten in. De vloot van ONE heeft een capaciteit van ongeveer 1,5 miljoen TEU.

## Activiteiten
Per 31 maart 2023 telde ONE 209 schepen met een totale capaciteit van 1,56 miljoen TEU en staat hiermee op de zesde plaats van containerrederijen wereldwijd gemeten naar aantal containerplaatsen. Per 31 maart 2023 had het nieuwbouworders uitstaan voor 45 schepen.
ONE maakt onderdeel uit van THE Alliance en de andere partners zijn de Duitse rederij Hapag-Lloyd, Hyundai Merchant Marine (Zuid-Korea) en Yang Ming Marine Transport Corporation uit Taiwan.
De drie aandeelhouders zijn K Line en Mitsui O.S.K. Lines die elk 31% van de aandelen ONE in handen hebben en NYK is de grootste aandeelhouder met een belang van 38%.

### Resultaten
| Jaar    | Omzet (×US$ miljoen) | Nettoresultaat (×US$ miljoen) | Vervoerde containers (×1000 TEU) | Stookolie consumptie (×miljoen ton) |
| ------- | -------------------- | ----------------------------- | -------------------------------- | ----------------------------------- |
| FY 2018 | 10.886               | -586                          |                                  |                                     |
| FY 2019 | 11.865               | 105                           | 12.339                           | 4,2                                 |
| FY 2020 | 14.397               | 3484                          | 11.964                           | 3,6                                 |
| FY 2021 | 30.098               | 16.756                        | 12.061                           | 3,4                                 |
| FY 2022 | 29.282               | 14.997                        | 11.081                           | 3,0                                 |

## Geschiedenis
In oktober 2016 maakten drie Japanse reders, Nippon Yusen, Mitsui O.S.K. Lines en Kawasaki Kisen Kaisha, bekend hun containeractiviteiten samen te voegen in een nieuw bedrijf met de naam Ocean Network Express (ONE). Na de fusie ontstond de op vijf na grootste containervervoerder ter wereld met een marktaandeel van ongeveer 7%. De drie hebben in totaal 256 schepen en ONE heeft een omzet van ruim 17 miljard euro per jaar. In juli 2017 werd het nieuwe bedrijf geformaliseerd en vanaf 1 april 2018 worden de diensten samen uitgevoerd. Kawasaki Kisen en Mitsui O.S.K. Lines hebben beide elk 31% van de aandelen ONE en Nippon Yusen is de grootste aandeelhouder met een belang van 38%.
Op 15 mei 2018 werd het eerste magenta geverfde schip opgeleverd en toegevoegd aan de vloot. Magenta lijkt veel op de kleur een kersenbloesem, een symbool van de lente in Japan.

## Milieu
De containerschepen maken gebruik van zware stookolie als brandstof. Hierbij komt veel koolstofdioxide (CO2) vrij. In 2018 was dit ruim 10 miljoen ton of de gemiddelde uitstoot was 48,35 gram CO2 per TEU-kilometer. ONE streeft naar een uitstoot van gemiddeld 36,26 gram per TEU-km in 2030.